# Kejsarskivling
Kejsarskivling (Catathelasma imperiale) är en svampart som först beskrevs av Elias Fries, och fick sitt nu gällande namn av Rolf Singer 1940. Enligt Catalogue of Life ingår Kejsarskivling i släktet Catathelasma,  och familjen Tricholomataceae, men enligt Dyntaxa är tillhörigheten istället släktet Catathelasma,  och familjen Biannulariaceae. Arten är reproducerande i Sverige. Inga underarter finns listade i Catalogue of Life.

## Källor

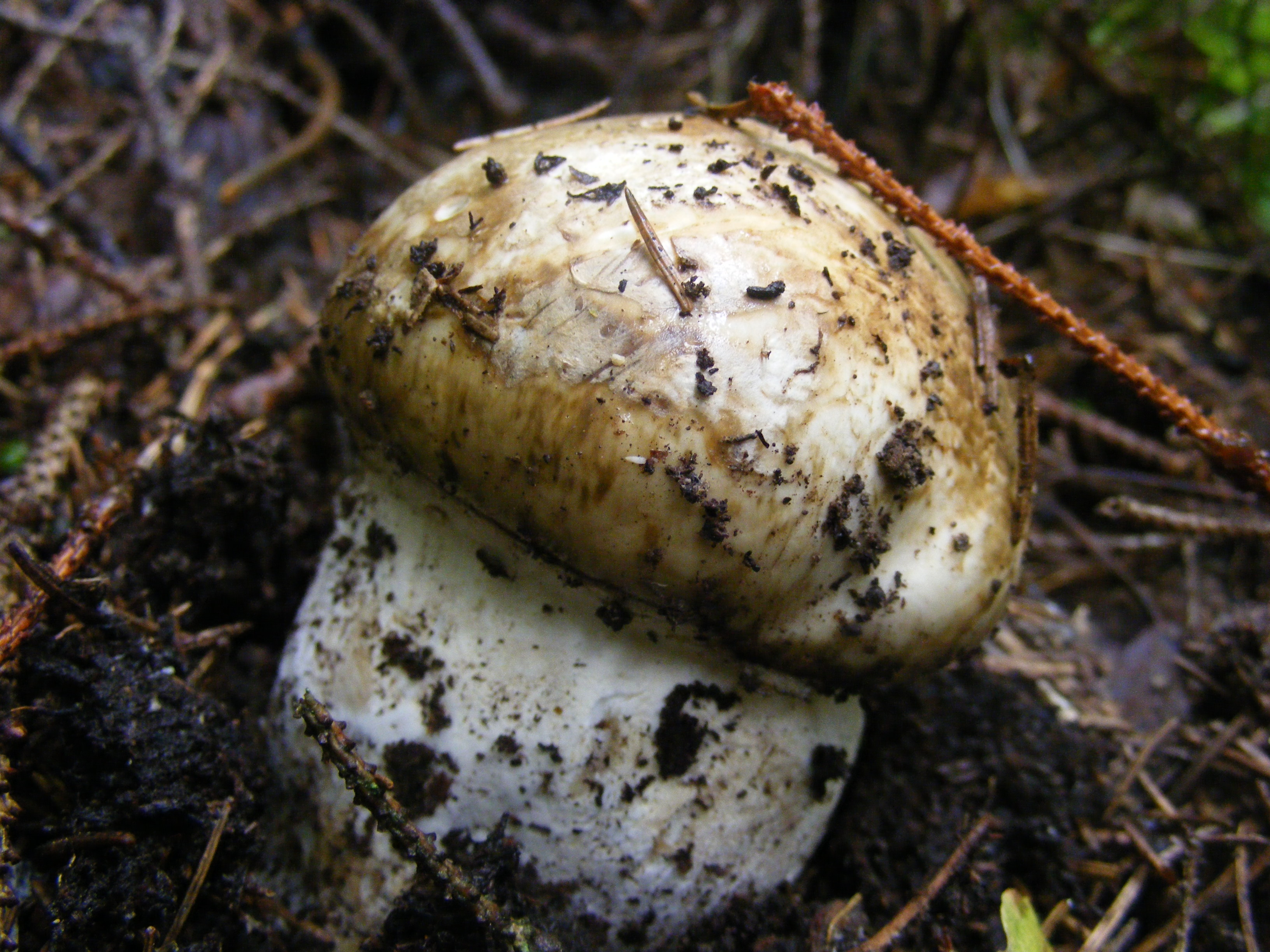